# 联邦后备部队
联邦后备部队（简称FRU），俗称「镇暴队」或「红头兵」，隶属于马来西亚皇家警察内部安全及公共秩序局，是一支准军事化的防暴警察部队。联邦后备部队的成立旨在作为一支可随时部署的警察单位，以应对马来西亚境内发生的骚乱或紧急情况，执行秩序维护和防暴任务。

## 历史
联邦后备部队在马来亚独立之前就已成立，正式设立于1955年12月5日。在成立初期（1950年代末至1960年代初），联邦后备部队曾参与处理多起影响公共秩序的事件，包括示威、罢工与骚乱等。1990年代末期，联邦后备部队也参与应对一系列由反对党发起的大型示威集会，其中包括安华下台入狱后所引起的「烈火莫熄」社会运动。在进入21世纪后，马来西亚政治朝向两线制发展，反对党和非政府组织举办了一系列不获执政党批准的公众集会，联邦后备部队成为打压集会的前锋部队，引起诸多争议，也因此让其成为反对党的批评对象。

## 任务
联邦后备部队专司处理有关非法集会、骚乱、罢工和其他维护社会秩序的行动。联邦后备部队配备完善，具备高度机动性，是一支专门应对公共秩序事件的后备部队。在不执行社会秩序任务时，部队成员将由指挥官派发，协助各警区主任、罪案调查局或是特别部门，以执行以下任务：
- 反罪案行动，例如作为增派的巡逻人手，于高犯罪率地区展开反犯罪巡逻。
- 天灾应对，在发生天灾（如水灾、火灾、土崩等）时展开搜索与拯救行动，疏散居民、清理受区和防范盜窃等。
- 大型警务行动，如设置路障、扫荡、拯救人质、密集巡逻等。
- 人群管理，在贵宾来访、体育赛事、大型集会等场合维持秩序，保障安全等。

随着任务范围日益扩大，联邦后备部队的规模也增加至7个单位，2003年成员总人数达2,481人。此外，联邦后备部队在霹雳州怡保的双溪司南（Sungai Senam）设有专门的水炮队、骑警队和培训中心。为配合实际任务和法律需求，联邦后备部队也成立了一支女性特别支队，初设于吉隆坡士马叻路（Jalan Semarak），随后迁移至蕉赖的专属营地。
联邦后备部队的表现获得国际认可。例如联合国曾向马来西亚皇家警察申请在东帝汶提供防暴部队支援，以协助维持该国独立初期的社会秩序，执行联合国旗帜下的维安任务。

## 组织
联邦后备部队是马来西亚皇家警察的分支部队之一，与普通行动部队（PGA）、空中行动部队（PGU）、海上行动部队（PGM）、特别行动部队（UTK）和69特种部队（69 Komando）等，一同隶属于全国警察内部安全及公共秩序局（Jabatan Keselamatan Dalam Negeri dan Ketenteraman Awam，JKDNKA）。
每个联邦后备部队基地都设有一个联队总部，由A、B和C三个部队组成。每个部队由两个警棍组、一个武装组（配备步枪、催泪瓦斯和手榴弹）和一个警卫车辆组所组成。 此外，部队内也有多种专门岗位，包括司机、摄影师、翻译、射手、信号操作员和日记记录员。

### 轻型防暴部队
轻型防暴部队（Light Strike Force，简称LSF），其成员主要由联邦后备队主力部队提前部署，配备防暴盾牌和红色头盔，常用于处理小规模人群。如果现场人群变大且情况失控，完整编制的联邦后备部队将介入。 

### 公共秩序与防暴单位
公共秩序与防暴单位（Public Order and Riot Unit，简称PORU），其成员取自马来西亚皇家警察的普通行动部队，部署于没有任何联邦后备部队基地的州属或地区。 

## 基地
联邦后备部队基地位于马来西亚人口稠密的地区。
- 1号基地：吉隆坡
- 2号基地：柔佛新山
- 3号基地：槟城
- 4号基地：吉隆坡
- 5号基地：霹雳怡保
- 6号基地：登嘉楼瓜拉登嘉楼
- 7号基地：森美兰芙蓉
- 女子支队：吉隆坡
- 骑警单位：吉隆坡
- 联邦后备部队训练中心：霹雳怡保

## 重要行动
联邦后备部队曾参与的重要事件包括：
- 1969年5月13日：513事件，于种族暴乱期间出动，协助控制局势。[5]
- 1985年11月19日：在吉打州华玲发生的默马里事件（英语：Memali Incident）中，参与逮捕回教党宗教司依不拉欣·利比亚（Ibrahim Libya）。[6]
- 1987年10月27日：茅草行动，根据《内安法令》逮捕106人，包括时任反对党领袖兼行动党秘书长林吉祥、行动党副主席卡巴星等人。[7]
- 1998年：在时任副首相安华被首相马哈迪革职和因鸡奸指控入狱后，被部署镇压随后爆发的「烈火莫熄」街头示威活动。
- 2007年11月10日：在吉隆坡出动应对净选盟1.0集会，当晚共拘捕245人。[8]
- 2007年11月25日：部署驱散在吉隆坡举行集会的兴权会成员。[9]
- 2008年12月6日：与大马军方及多个机构联合参与应对雪兰莪州淡江国际山庄（英语：Bukit Antarabangsa）土崩事故。[10]
- 2011年7月9日：部署于吉隆坡市中心，应对净选盟2.0集会。[11]
- 2012年4月28日：部署于吉隆坡市中心，应对净选盟3.0集会。[12]
- 2015年5月17日：部署于登嘉楼州瓜拉尼鲁斯的贡峇达体育馆，处理2015年马足总杯半决赛后由登嘉楼球迷不满赛果引发的骚乱。[13]
- 2015年8月29日：部署于吉隆坡市中心，应对净选盟4.0集会。[14]
- 2015年9月16日：部署于吉隆坡市中心和茨厂街，应对红衫军发动的「916马来人尊严大集会」，此集会为反制净选盟4.0集会，以支持当时涉及贪腐丑闻的首相纳吉。[15]
- 2017年8月28日：在莎阿南体育馆控制2017年东南亚运动会男子足球决赛门票销售现场的拥挤人潮。[16]
- 2018年5月9日：在2018年全国大选投票日当晚，于柔佛州亚依淡的开票中心外部署，期间与民众发生冲突。[17]
- 2018年11月26日至27日：部署至雪兰莪州梳邦再也处理斯里马哈马廉曼兴都庙（英语：Seafield Sri Maha Mariamman Temple）迁址事件所引发的两日骚乱（英语：Sri Maha Mariamman Temple riot），以控制两方群体的紧张局势。[18]
- 2018年12月9日：在武吉加里尔国家体育场控制2018年东南亚足球锦标赛的马越决赛门票销售处的紧张情况。[19]
- 2018年12月18日：在消拯员莫哈末阿迪（Muhammad Adib Mohd Kassim）因在庙宇骚乱中受伤身亡后，部署至斯里马哈马廉曼兴都庙及One City商业区，以防止种族冲突。[20]
- 2021年8月2日：在马来西亚政治危机期间，阻挡反对党国会议员进入国会大厦。[21]

## 事故
- 1990年2月28日：吉隆坡－加叻大道靠近彭亨的第31公里处，发生严重连环撞车祸，造成16人死亡，包括11名联邦后备队警员。[22][23]
- 2025年5月13日：霹雳安顺附近的芝谷－双溪南邦路（Jalan Chikus－Sungai Lampam）发生死亡车祸，警队卡车与失控的砂石罗厘相撞，造成9名联邦后备队成员死亡。[24][25]

## 图集

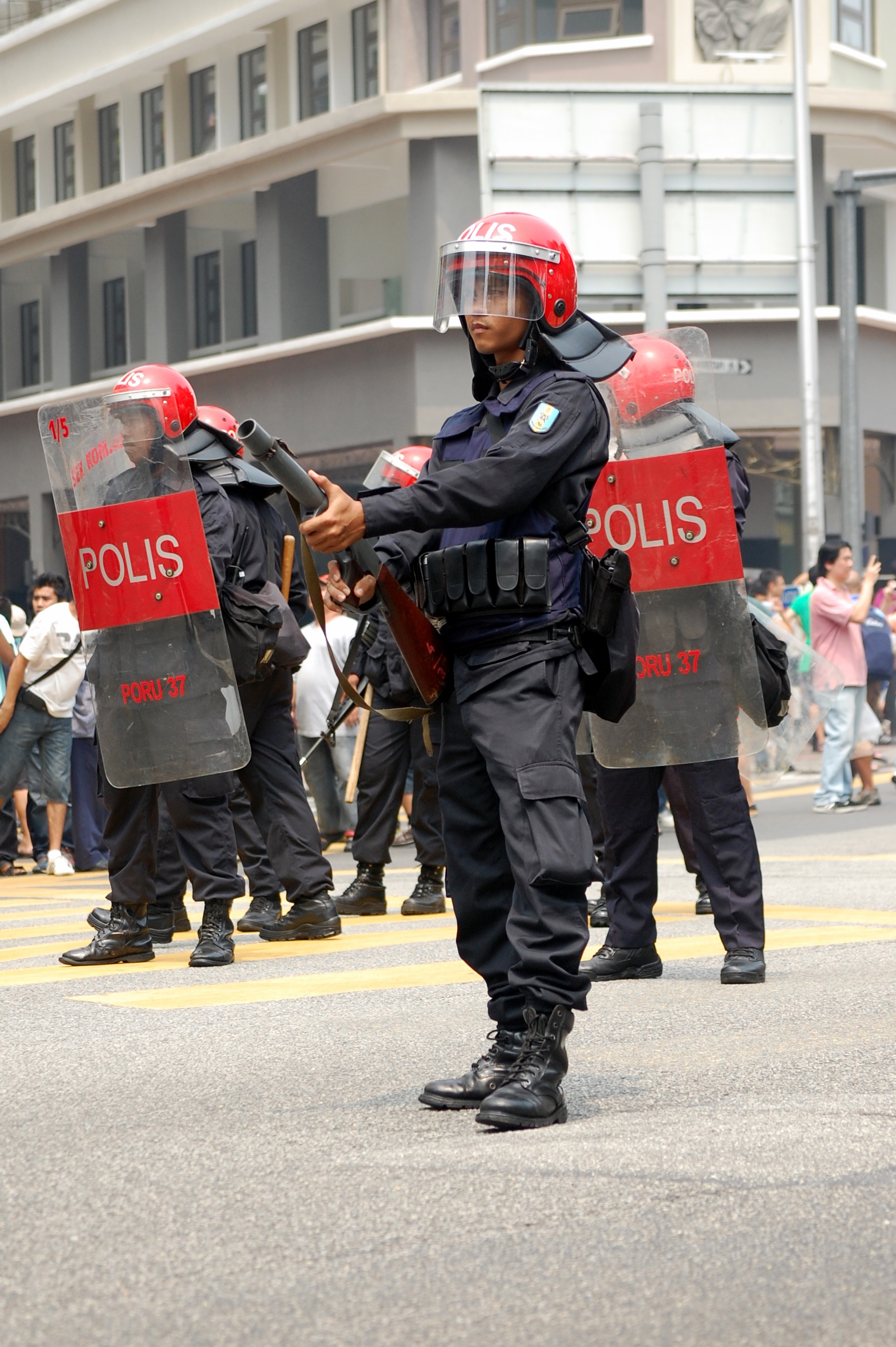
联邦后备部队成员应对净选盟2.0集会示威者
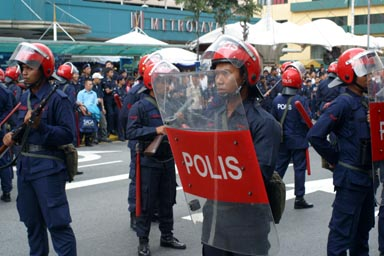
游行期间的联邦后备部队成员
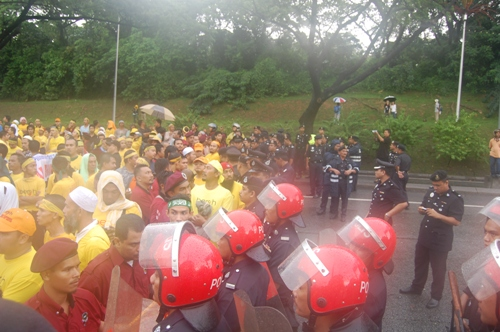
联邦后备部队在国家皇宫附近组成人墙，阻挡净选盟1.0集会示威者
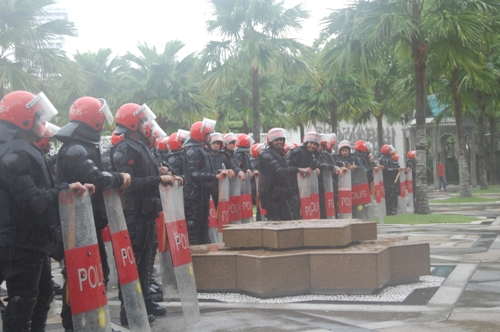
净选盟1.0集会期间的联邦后备部队，在国家清真寺执行任务
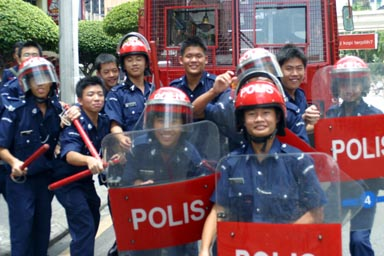
穿戴联邦后备部队装备的学生警察团
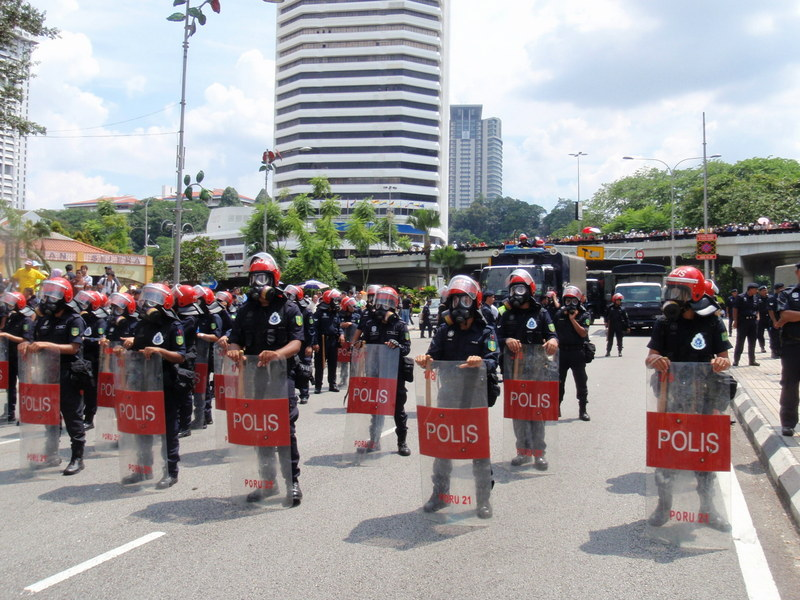
净选盟3.0集会期间的联邦后备部队成员